# Az RB Leipzig statisztikái
Ez az oldal tartalmazza az RB Leipzig statisztikái jelenlegi és múltbéli statisztikáit.

## Klubrekordok

### Mérkőzések
- Legnagyobb bajnoki mérkőzésen aratott győzelem: 8–2 az SV Wilhelmshaven ellen (2012. február 19).
- Legnagyobb kupamérkőzésen aratott győzelem: 5–0 a Sportfreunde Dorfmerkingen ellen (2017. augusztus 13).
- Legnagyobb bajnoki mérkőzésen elszenvedett vereség: 1–5 a Holstein Kiel ellen (2011. február 18).
- Legnagyobb kupamérkőzésen elszenvedett vereség: 0–3 az SpVgg Unterhaching ellen (2015. október 27).

### Nézőszámok
- Legmagasabb hazai nézőszám (Red Bull Aréna): 43 348  (a VfL Wolfsburg ellen, 2015. március 4., kupamérkőzés)
- Legalacsonyabb hazai nézőszám (Red Bull Aréna): 420 (a VfB Pößneck ellen, 2010. május 8.- bajnoki mérkőzés).

## Legtöbbször pályára lépett labdarúgók
| Összesen |             |                 |       |
|          | Nemz.       | Játékos         | Mérk. |
| 1.       | Dánia       | Yussuf Poulsen  | 248   |
| 2.       | Németország | Diego Demme     | 214   |
| 3.       | Ausztria    | Marcel Sabitzer | 179   |
| 4.       | Svédország  | Emil Forsberg   | 168   |
| 5.       | Németország | Dominik Kaiser  | 167   |

| A Bundesligában |             |                 |       |
|                 | Nemz.       | Játékos         | Mérk. |
| 1.              | Németország | Timo Werner     | 118   |
| 2.              | Dánia       | Yussuf Poulsen  | 110   |
| 3.              | Ausztria    | Marcel Sabitzer | 109   |

| A kupában |             |                   |       |
|           | Nemz.       | Játékos           | Mérk. |
| 1.        | Dánia       | Yussuf Poulsen    | 18    |
| 2.        | Ausztria    | Marcel Sabitzer   | 13    |
| 3.        | Németország | Lukas Klostermann | 12    |

| A bajnokok ligájában |             |                 |       |
|                      | Nemz.       | Játékos         | Mérk. |
| 1.                   | Németország | Timo Werner     | 14    |
| 2.                   | Svédország  | Emil Forsberg   | 13    |
| 3.                   | Ausztria    | Marcel Sabitzer | 12    |

## Legeredményesebb gólszerzők
| Összesen |             |                 |       |
|          | Nemz.       | Játékos         | Gólok |
| 1.       | Németország | Daniel Frahn    | 88    |
| –        | Németország | Timo Werner     | 88    |
| 3.       | Dánia       | Yussuf Poulsen  | 61    |
| 4.       | Ausztria    | Marcel Sabitzer | 42    |
| 5.       | Svédország  | Emil Forsberg   | 38    |

| A Bundesligában |             |                 |       |
|                 | Nemz.       | Játékos         | Gólok |
| 1.              | Németország | Timo Werner     | 71    |
| 2.              | Dánia       | Yussuf Poulsen  | 27    |
| 3.              | Ausztria    | Marcel Sabitzer | 23    |
| 4.              | Svédország  | Emil Forsberg   | 19    |
| 5.              | Guinea      | Naby Keïta      | 14    |

| A kupában |             |                 |       |
|           | Nemz.       | Játékos         | Gólok |
| 1.        | Ausztria    | Marcel Sabitzer | 6     |
| –         | Németország | Timo Werner     | 6     |
| 3.        | Svédország  | Emil Forsberg   | 4     |
| 4.        | Dánia       | Yussuf Poulsen  | 4     |
| 5.        | Németország | Daniel Frahn    | 3     |

| A bajnokok ligájában |              |                 |       |
|                      | Nemz.        | Játékos         | Mérk. |
| 1.                   | Németország  | Timo Werner     | 7     |
| 2.                   | Svédország   | Emil Forsberg   | 6     |
| 3.                   | Ausztria     | Marcel Sabitzer | 4     |
| 4.                   | Guinea       | Naby Keïta      | 2     |
| 5.                   | Magyarország | Willi Orban     | 1     |

## Az elsők...
| Nemz.         | Játékos                 | Megj.              |
| ------------- | ----------------------- | ------------------ |
| Portugália    | Bruma                   |                    |
| USA           | Terrence Boyd           |                    |
| Dánia         | Yussuf Poulsen          |                    |
| Peru          | Yordy Reyna             |                    |
| Izrael        | Ómer Dámárí             |                    |
| Belgium       | Massimo Bruno           |                    |
| Oroszország   | Dmitrij Szkopincev      | Nem lépett pályára |
| Skócia        | Oliver Burke            |                    |
| Horvátország  | Ante Rebić              |                    |
| Szlovénia     | Kevin Kampl             |                    |
| BIH           | Smail Prevljak          |                    |
| Guinea        | Naby Keïta              |                    |
| Svédország    | Emil Forsberg           |                    |
| Albánia       | Shaban Ismaili          |                    |
| Törökország   | Umut Koçin              |                    |
| Görögország   | Hrísztosz Papadimitriou |                    |
| Finnország    | Pekka Lagerblom         |                    |
| Magyarország  | Kalmár Zsolt            |                    |
| Franciaország | Dayot Upamecano         |                    |
| Brazília      | Thiago Rockenbach       |                    |
| Svájc         | Fabio Coltorti          |                    |
| Lengyelország | Tomasz Wisio            |                    |
| Ausztria      | Roman Wallner           |                    |

## Átigazolások

### Legdrágább játékosvásárlások
|   | Játékos             | Előző csapat           | Ár      | Időpont         | Forrás |
| - | ------------------- | ---------------------- | ------- | --------------- | ------ |
| 1 | Naby Keïta          | FC Red Bull Salzburg   | €24 m   | 2006. július    | [ 1 ]  |
| 2 | Kevin Kampl         | Bayer 04 Leverkusen    | €20 m   | 2017. augusztus | [ 2 ]  |
| 3 | Jean-Kévin Augustin | Paris Saint-Germain FC | €13 m   | 2017. július    | [ 3 ]  |
| 4 | Oliver Burke        | Nottingham Forest FC   | €13 m   | 2016. augusztus | [ 4 ]  |
| 5 | Bruma               | Galatasaray SK         | €12.5 m | 2017. július    | [ 5 ]  |

### Legdrágább eladások
|   | Játékos        | Csapat                  | Ár      | Időpont         | Forrás |
| - | -------------- | ----------------------- | ------- | --------------- | ------ |
| 1 | Naby Keïta     | Liverpool FC            | €75 m   | 2018. július    | [ 6 ]  |
| 2 | Oliver Burke   | West Bromwich Albion FC | €15.2 m | 2017. augusztus | [ 7 ]  |
| 3 | Davie Selke    | Hertha BSC              | €8.5 m  | 2007. július    | [ 8 ]  |
| 4 | Joshua Kimmich | FC Bayern München       | €1.5 m  | 2015. július    | [ 9 ]  |

## Nemzetközi szereplés (UEFA)
Az eredményeket mindig az RB Leipzig szemszögéből közöljük.

### Bajnokok Ligája (BL)
| Szezon  | Forduló       | Klub                     | 1. mérk. | 2. mérk. | Össz. |  |
| ------- | ------------- | ------------------------ | -------- | -------- | ----- |  |
| 2017–18 | Csoportkör    | AS Monaco                | 1–1      | 4–1      | 3.    |  |
| 2017–18 | Csoportkör    | Beşiktaş JK              | 0–2      | 1–2      | 3.    |  |
| 2017–18 | Csoportkör    | FC Porto                 | 3–2      | 1–3      | 3.    |  |
| 2019–20 | Csoportkör    | Benfica                  | 2–2      | 2–1      | 1.    |  |
| 2019–20 | Csoportkör    | Olympique Lyonnais       | 0–2      | 2–2      | 1.    |  |
| 2019–20 | Csoportkör    | Zenyit Szankt-Petyerburg | 2–1      | 2–0      | 1.    |  |
| 2019–20 | Nyolcaddöntők | Tottenham Hotspur        | 3–0      | 1–0      | 4–0   |  |
| 2019–20 | Negyeddöntők  | Atlético Madrid          | 2–1      |          |       |  |
| 2019–20 | Elődöntők     | Paris Saint-Germain      | 0–3      |          |       |  |
| 2020–21 | Csoportkör    | Paris Saint-Germain      |          |          |       |  |
| 2020–21 | Csoportkör    | Manchester United        |          | 0–5      |       |  |
| 2020–21 | Csoportkör    | İstanbul Başakşehir      | 2–0      |          |       |  |

### Európa-liga (EL)
| Szezon  | Forduló         | Klub                     | 1. mérk. | 2. mérk. | Össz.      |  |
| ------- | --------------- | ------------------------ | -------- | -------- | ---------- |  |
| 2017–18 | Tizenhatoddöntő | Napoli                   | 0–2      | 3–1      | 3–3 (i.g.) |  |
| 2017–18 | Nyolcaddöntők   | Zenyit Szankt-Petyerburg | 2–1      | 1–1      | 3–2        |  |
| 2017–18 | Negyeddöntők    | Marseille                | 1–0      | 2–5      | 3–5        |  |
| 2018–19 | 2. selejtezőkör | BK Häcken                | 4–0      | 1–1      | 5–1        |  |
| 2018–19 | 3. selejtezőkör | Universitatea Craiova    | 3–1      | 1–1      | 4–2        |  |
| 2018–19 | Rájátszás       | Zorja Luhanszk           | 3–2      | 0–0      | 3–2        |  |
| 2018–19 | Csoportkör      | Celtic                   | 2–0      | 1–2      | 3.         |  |
| 2018–19 | Csoportkör      | Rosenborg                | 1–1      | 3–1      | 3.         |  |
| 2018–19 | Csoportkör      | Red Bull Salzburg        | 2–3      | 0–1      | 3.         |  |